# Machecoul
Machecoul är en kommun i departementet Loire-Atlantique i regionen Pays de la Loire i nordvästra Frankrike. Kommunen ligger i kantonen Machecoul som tillhör arrondissementet Nantes. År 2018 hade Machecoul 6 334 invånare.

## Befolkningsutveckling
Antalet invånare i kommunen Machecoul
| Referens: INSEE |